# Johan van Leefdael
Johan van Leefdael werd geboren als oudste van de drie zonen van Rogier van Leefdael en diens nicht Hester van Leefdael. Zijn vader kocht in 1653 de heerlijkheid Deurne en was tevens heer van Lieferinge. Zoals zijn vader zou Johan doorgaans in 's-Hertogenbosch verblijven, ook na de opvolging als heer van Deurne. Hij vervulde in die stad belangrijke functies, zoals die van schepen (1680) en zelfs president-schepen (1697-1700 en 1709-1711). Daarnaast was hij rentmeester van de voormalige geestelijke goederen namens het gewestelijk bestuur.
Toch betekende dat niet dat Van Leefdael niets betekende voor Deurne en het Groot Kasteel aldaar. Zo is bekend dat hij in 1700 nieuwe stucplafonds liet aanbrengen, die tot de verwoesting in 1944 het gebouw sierden.
Van Leefdael bleef ongehuwd. Na zijn dood gingen zijn Deurnese bezittingen over op zijn neef Gerardus Sulyard, die zich ook wel Sulyard van Leefdael noemde.